# Leverbuis
De ductus hepaticus of leverbuis is een gedeelte van het afvoersysteem van de lever waardoor gal aan de darm wordt afgegeven. De ductus hepaticus communis ontstaat door het samenkomen van de afvoergangen van de linker- en de rechterhelft van de lever. Op de plek waar de afvoergang van de galblaas (ductus cysticus) instroomt begint de galgang (ductus choledochus).

## Afmetingen
De lengte is bij volwassenen 6 tot 8 centimeter; de diameter ongeveer 6 millimeter.